# Зеленяр світлобровий
Зеленя́р світлобровий (Thlypopsis superciliaris) — вид горобцеподібних птахів родини саякових (Thraupidae). Мешкає в Андах.

## Підвиди
Виділяють сім підвидів:
- T. s. chrysophrys (Sclater, PL & Salvin, 1875) — Кордильєра-де-Мерида (західна Венесуела);
- T. s. superciliaris (Lafresnaye, 1840) — Східний хребет Колумбійських Анд в центрі країни (Кундінамарка);
- T. s. nigrifrons (Lawrence, 1875) — Центральний хребет Анд в Колумбії і Еквадорі;
- T. s. maculifrons (Zimmer, JT, 1947) — Анди на крайньому південному заході Еквадору та на півночі Перу;
- T. s. insignis (Zimmer, JT, 1947) — східні схили Перуанських Анд (від Амазонаса до Ла-Лібертада);
- T. s. leucogastra (Taczanowski, 1874) — східні схили Перуанських Анд (від Уануко на південь до Аякучо);
- T. s. urubambae (Zimmer, JT, 1947) — Анди на півдні Перу (Куско) та в Болівії.

## Поширення і екологія
Світлоброві зеленярі мешкають у Венесуелі, Колумбії, Еквадорі, Перу і Болівії. Вони живуть в кронах вологих гірських тропічних лісів та на узліссях. Зустрічаються на висоті від 2200 до 3200 м над рівнем моря. 